# Épercieux-Saint-Paul
Épercieux-Saint-Paul est une commune française située dans le département de la Loire, en région Auvergne-Rhône-Alpes.
Ses habitants se nomment les Spacirots et les Spacirotes.

## Géographie
Les villes voisines sont Pouilly-lès-Feurs, Balbigny, Cleppé, Civens, Mizérieux.
La grande ville la plus proche de Épercieux-Saint-Paul est Roanne (environ 32 km).
| Nervieux  | Balbigny          |                   |
| Mizérieux | Épercy-Saint-Paul | Pouilly-lès-Feurs |
| Cleppé    | Civens            |                   |

### Situation
La moyenne d’altitude de la commune est de 340 mètres.

### Occupation des sols
L'occupation des sols de la commune, telle qu'elle ressort de la base de données européenne d’occupation biophysique des sols Corine Land Cover (CLC), est marquée par l'importance des territoires agricoles (87,5 % en 2018), en diminution par rapport à 1990 (91,1 %).
La répartition détaillée en 2018 est la suivante :
prairies (39,5 %), terres arables (33,7 %), zones agricoles hétérogènes (14,2 %), zones urbanisées (7,8 %), eaux continentales (3,5 %), zones industrielles ou commerciales et réseaux de communication (1,3 %).
L'évolution de l’occupation des sols de la commune et de ses infrastructures peut être observée sur les différentes représentations cartographiques du territoire : la carte de Cassini (XVIIIe siècle), la carte d'état-major (1820-1866) et les cartes ou photos aériennes de l'IGN pour la période actuelle (1950 à aujourd'hui).

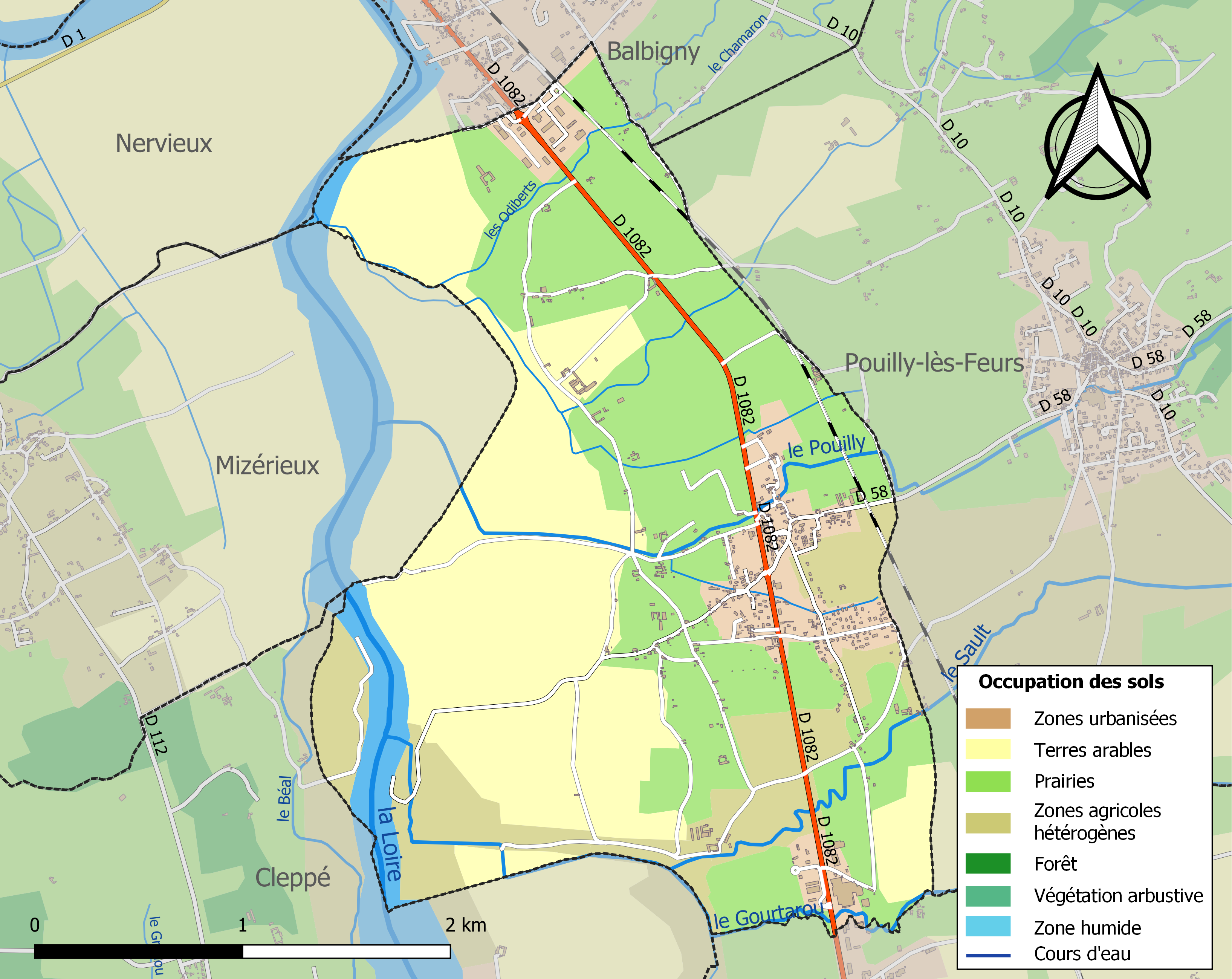
Carte des infrastructures et de l'occupation des sols de la commune en 2018 (CLC).

## Voies de communication et transports
Les gares les plus proches de Épercieux-Saint-Paul se trouvent à Balbigny (3 km), Feurs (5 km), Saint-Jodard (12 km), Montrond-les-Bains (16 km), Régny (21 km).

### Climat
Pour des articles plus généraux, voir Climat d'Auvergne-Rhône-Alpes et Climat de la Loire.
En 2010, le climat de la commune est de type climat océanique dégradé des plaines du Centre et du Nord, selon une étude du Centre national de la recherche scientifique s'appuyant sur une série de données couvrant la période 1971-2000. En 2020, Météo-France publie une typologie des climats de la France métropolitaine dans laquelle la commune est exposée à un climat de montagne ou de marges de montagne et est dans la région climatique Nord-est du Massif Central, caractérisée par une pluviométrie annuelle de 800 à 1 200 mm, bien répartie dans l’année.
Pour la période 1971-2000, la température annuelle moyenne est de 10,8 °C, avec une amplitude thermique annuelle de 16,8 °C. Le cumul annuel moyen de précipitations est de 629 mm, avec 8,2 jours de précipitations en janvier et 6,8 jours en juillet. Pour la période 1991-2020, la température moyenne annuelle observée sur la station météorologique de Météo-France la plus proche, « Feurs », sur la commune de Feurs à 6 km à vol d'oiseau, est de 12,1 °C et le cumul annuel moyen de précipitations est de 650,3 mm,. Pour l'avenir, les paramètres climatiques de la commune estimés pour 2050 selon différents scénarios d'émission de gaz à effet de serre sont consultables sur un site dédié publié par Météo-France en novembre 2022.

## Urbanisme

### Typologie
Au 1er janvier 2024, Épercieux-Saint-Paul est catégorisée commune rurale à habitat dispersé, selon la nouvelle grille communale de densité à sept niveaux définie par l'Insee en 2022.
Elle est située hors unité urbaine. Par ailleurs la commune fait partie de l'aire d'attraction de Feurs, dont elle est une commune de la couronne,. Cette aire, qui regroupe 16 communes, est catégorisée dans les aires de moins de 50 000 habitants,.

### Logement
Avec une superficie totale de 7,9 km2 et une population totale de 755 habitants (en 2020), la densité de population est de 95,3 habitants aukm2.
En 2020, la commune comportait 314 logements dont 93,5 % sont des résidences principales, 2,3 % sont des résidences secondaires et des logements occasionnels et 4,2 % des logements vacants.
93,7 % sont des maisons et 6,3 % des appartements.
Parmi les résidences principales, 80,2 %, sont occupées par des propriétaires.

## Histoire
La commune d'Épercieux-Saint-Paul a été créée en 1831, de la fusion du village d'Épercieux, avec le hameau de Saint Paul limitrophe qui habritait une église nommée « Saint Paul d'Epercieux »
Les premières traces d’une villa gallo-romaine, répondant au nom « Espartiaco » datent de l’an 980,.

## Politique et administration
La commune d'Épercieux-Saint-Paul fait partie de la Communauté de communes de Forez-Est (qui regroupe 42 communes) ; du SIEL - Syndicat Intercommunal d'Energie du département de la Loire (gestion de l'éclairage public, fourniture d'électricité, assitance à la gestion de l'énergie) ; de la SMAELT - Syndicat Mixte d'Aménagement et d'Entretien Loire Torranche (chargé de la gestion des rivières sur le territoire de la commune) et du Syndicat de la Vesne (qui gère les fossés sur le territoire).
La commune d,Épercieux-Saint-Paul dépend d'un établissement public de coopération intercommunale (code EPCI 244200671).

### Liste des maires d'Épercieux-Saint-Paul
| Période                                  | Période  | Identité        | Étiquette | Qualité |
| ---------------------------------------- | -------- | --------------- | --------- | ------- |
| Les données manquantes sont à compléter. |          |                 |           |         |
|                                          | 1977     | Cherblanc       |           |         |
| 1977                                     | 1995     | Jean Marjolet   |           |         |
| 1995                                     | 2001     | Monique Peyrard |           |         |
| 2001                                     | 2008     | Henri Bellet    |           |         |
| 2008                                     | 2014     | Pépin Daniel    |           |         |
| 2014                                     | En cours | Pierre Giroud   |           |         |

## Démographie
L'évolution du nombre d'habitants est connue à travers les recensements de la population effectués dans la commune depuis 1793. Pour les communes de moins de 10 000 habitants, une enquête de recensement portant sur toute la population est réalisée tous les cinq ans, les populations de référence des années intermédiaires étant quant à elles estimées par interpolation ou extrapolation. Pour la commune, le premier recensement exhaustif entrant dans le cadre du nouveau dispositif a été réalisé en 2008.

En 2022, la commune comptait 745 habitants, en évolution de +2,48 % par rapport à 2016 (Loire : +1,32 %, France hors Mayotte : +2,11 %).
| 1793 | 1800 | 1806 | 1821 | 1831 | 1836 | 1841 | 1846 | 1851 |
| ---- | ---- | ---- | ---- | ---- | ---- | ---- | ---- | ---- |
| 300  | 338  | 289  | 327  | 391  | 402  | 452  | 446  | 462  |

| 1856 | 1861 | 1866 | 1872 | 1876 | 1881 | 1886 | 1891 | 1896 |
| ---- | ---- | ---- | ---- | ---- | ---- | ---- | ---- | ---- |
| 479  | 515  | 522  | 501  | 500  | 491  | 485  | 490  | 470  |

| 1901 | 1906 | 1911 | 1921 | 1926 | 1931 | 1936 | 1946 | 1954 |
| ---- | ---- | ---- | ---- | ---- | ---- | ---- | ---- | ---- |
| 471  | 485  | 442  | 397  | 418  | 401  | 376  | 394  | 364  |

| 1962 | 1968 | 1975 | 1982 | 1990 | 1999 | 2006 | 2008 | 2013 |
| ---- | ---- | ---- | ---- | ---- | ---- | ---- | ---- | ---- |
| 388  | 366  | 336  | 374  | 446  | 543  | 629  | 653  | 682  |

| 2018 | 2022 | - | - | - | - | - | - | - |
| ---- | ---- | - | - | - | - | - | - | - |
| 750  | 745  | - | - | - | - | - | - | - |

## Économie & Emploi
En 2020, la médiane du revenu de la commune est de 21 670 euros.
En 2020, le taux de chômage de la commune est de 9,4 % de la population active. Chez les jeunes de 15 à 24 ans le taux de chômage est alors de 23,9 %. Parmi les actifs disposant d'un travail 83 % sont des salariés.

## Enseignement
La commune d'Épercieux-Saint-Paul dispose d'une école maternelle et primaire publique.

## Lieux et monuments
- Deux cloches de l'église classées monument historique : la première fondue en 1579[22], la seconde fondue en 1771[23].
- L'église d'Épercieux-Saint-Paul.
- L'église Notre-Dame-de l'Assomption.
- Sept croix présentes sur le territoire de la commune.

## Héraldique
|  | Les armoiries d'Épercieux-Saint-Paul se blasonnent ainsi : Tranché : au 1er d'or à la roue dentée de dix-huit dents et de six rayons de sinople, au 2e sinople à l'épi de maïs d'or posé en bande ; à la bande tranchée d'azur et d'argent, le trait du chef ondé, et brochant sur la partition. |